# Marsové

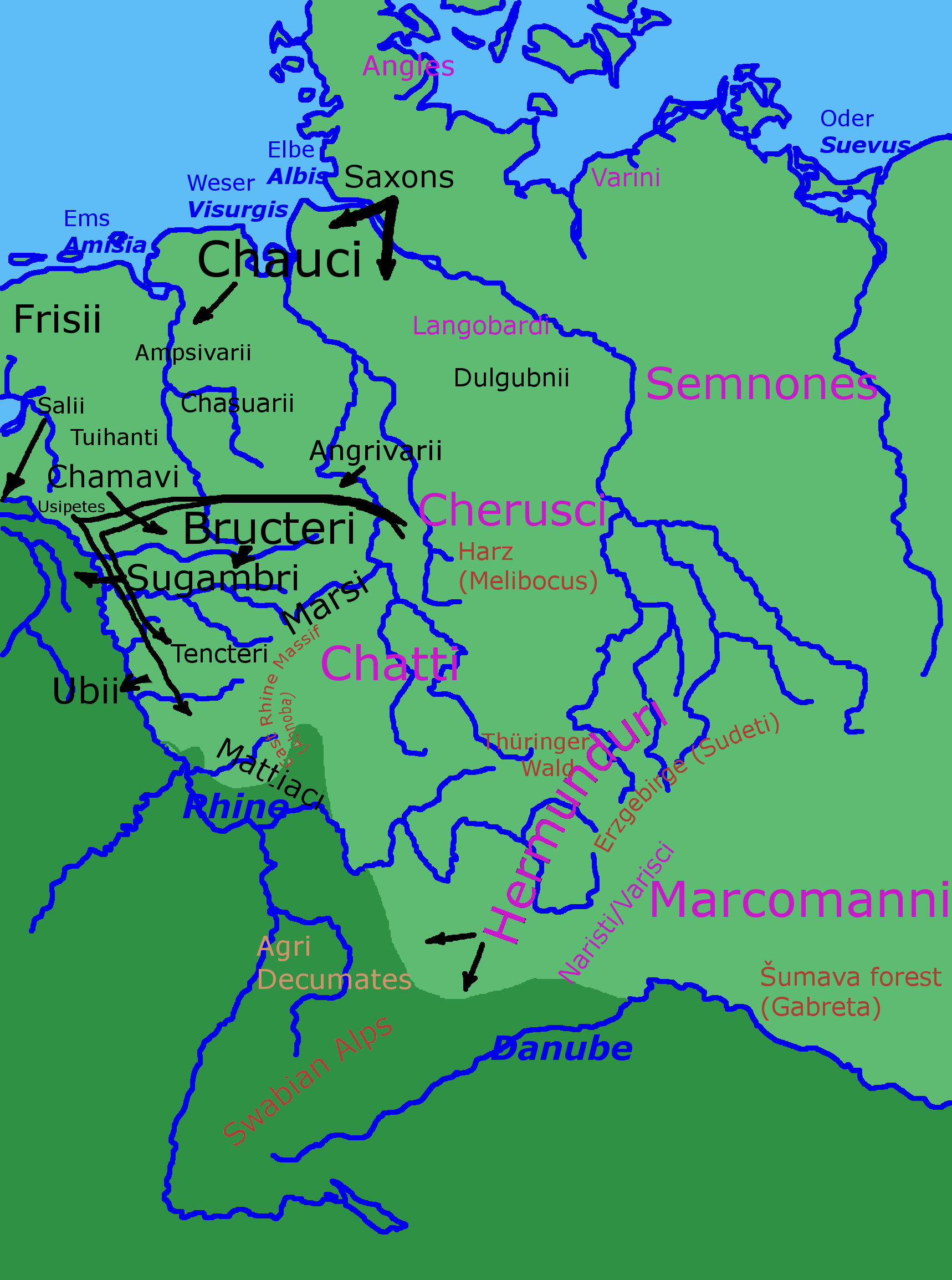
Některé z kmenů v Germánii v době římské říše, včetně Marsů.

Marsové (německy Marser) byli menší germánský kmen žijící mezi řekami Rýn, Ruhr a Lippe v severozápadním Německu. Předpokládá se, že byli součástí Sugambrů, kteří se rozhodli zůstat východně od Rýna, poté, co většina Sugambrů z území odešla. Strabón popisuje Marsy jako příklad germánského kmene, který byl původně z oblasti Rýna, kde byly válkou zničeny římské hranice, ale odstěhoval se hluboko do Germánie.
Tacitus je opakovaně zmiňuje, a to zejména v souvislosti s Germanicovými válkami. Byli součástí koalice kmenů cheruského válečníka Arminia, který roku 9 n. l. zničil tři římské legie pod Varovým velením v bitvě v Teutoburském lese.